# مهلة
قرية مهلة الشيخ عبد الله، تقع في محلية الهدى محافظه المناقل، ولاية الجزيرة، تبعد عن العاصمة السودانية حوالى 184 كيلو متر تقريبآ.